# Werner Graul
Werner Graul (vollständig: Friedrich Hermann Werner Graul; * 18. Oktober 1905 in Berlin; † 18. Juni 1984 in Krailling) war ein deutscher Schriftsteller, Zeichner, Grafiker und Medailleur. Er stand völkischen Kreisen nah und veröffentlichte antichristliche Zeichnungen, die im völkischen Geist ein idealisiertes Germanentum gegen das Christentum ausspielen.

## Leben
Graul war der Sohn von Georg Graul und Pauline Graul, geborene Schubert. 1921 war er Schüler von Lucian Bernhard und Eugen Spiro an der Kunstgewerbeschule in Berlin. In den 1920er Jahren war er in Berlin als Werbegrafiker tätig und entwarf bis in die 1930er Jahre vor allem Plakate und Inserate für Filme. 1926 schuf er das bekannteste Filmplakat des Films Metropolis von Fritz Lang, welcher im darauffolgenden Jahr ins Kino kam und eines der bedeutendsten Werke der Filmgeschichte ist. Zum 1. Mai 1933 trat Graul der NSDAP bei (Mitgliedsnummer 2.893.982) und war dort Politischer Leiter. Graul war Gründer, Herausgeber und Mitarbeiter der monatlich erscheinenden Zeitschrift Sigrune : Blatt für Nordische Art und Deutsche Gläubigkeit (1933–1943) mit Sitz in Erfurt, Sedanstr. 41.
1933 war Graul nach Mecklenburg und nach dem Zweiten Weltkrieg nach Hamburg übergesiedelt. Seit den 1950er Jahren modellierte er Entwürfe von Medaillen und gründete für die Umsetzung die Firma Aureus Magnus. Für die Firma wurden nach seinen Entwürfen in Wien und Hamburg bis in die frühen 1960er Jahre Medaillen in Aussehen und Form von Golddukaten geprägt, u. a. von Albrecht Dürer, Konrad Adenauer und John F. Kennedy.
Graul lebte zuletzt in München und ist auf dem dortigen Waldfriedhof bestattet.

## Familie
Graul heiratete am 4. Dezember 1928 in Berlin Margarete Berger (* 4. Oktober 1908). Aus der Ehe gingen der Sohn Jürgen Graul und die Tochter Mariane hervor.

## Werke
- Aufruf: Deutsche, die sich in innerster Überzeugung zu keiner christlichen Konfession mehr bekennen, helft im artgemäßen Glauben an der Wahrung und Gestaltung neuer Weltanschauung! Berlin-Charlottenburg 1934.
- Werner Graul-Bildbücher. Rotadruck, Berlin 1936.
- Golgatha des Nordens. Wölund-Verlag, Erfurt 1937.
- Hexen, Ketzer, Heilige. Wölund-Verlag, Erfurt 1937 (kunstmuseum-hamburg.de – mit 14 Holzstichen zur Frage der Zwangsbekehrung der germanischen Völker zum Christentum; als Drucke oder Postkarten reproduziert).
- Zwerg Hüting zeigt Heiner den Weg : Eine Einführung in das nordisch-germanische Weltbild für gottgläubige Kinder. Verlag Sigrune, Erfurt 1939 (Mit 4 Zeichnungen des Verfassers).
- Medailleur der Aureus Magnus Dukaten.[8]

### Als Illustrator in Werken anderer
- Konradin Aller: Moses entlarvt : Die Wunder Mosis als luftelektrische Vorgänge. Rotadruck, Berlin 1936.
- Karl J. A. Balikg: Wer lästert Gott? Verlag Sigrune, 1938.